# Greatest Hits: Sound & Vision
Greatest Hits: Sound & Vision è un album del gruppo Blondie pubblicato nel 2006.

## Tracce
CD
1. Heart of Glass (7" Mix) (Harry, Stein) - 4:12
2. Sunday Girl (Stein) - 3:15
3. Atomic (7" Mix) (Destri, Harry) - 3:49
4. Call Me (7" Edit) (Harry, Moroder) - 3:32
5. The Tide Is High (7" Edit) (Barrett, Evans, Holt) - 3:52
6. Rapture (7" Edit) (Harry, Stein) - 4:59
7. Maria (Radio Edit) (Destri) - 4:10
8. In the Flesh (2005 Version) (Harry, Stein) - 3:07
9. Rip Her to Shreds (Harry, Stein) - 3:21
10. Denis (Levenson) - 2:19
11. Picture This (Destri, Harry, Stein) - 2:55
12. Fade Away and Radiate (Stein) - 3:59
13. Hanging on the Telephone (Lee) - 2:22
14. One Way or Another (Harrison, Harry) - 3:28
15. Dreaming (Harry, Stein) - 3:06
16. Union City Blue (Harrison, Harry) - 3:20
17. Island of Lost Souls (7" Edit) (Harry, Stein) - 3:50
18. Good Boys (Blow-Up Mix) (Griffin, Harry) - 6:05
19. End to End (Ashby, Harry, Stein) - 4:01
20. Riders On The Storm|Rapture Riders  (Radio Edit) (The Doors, Harry, Stein)  3:51

DVD
1. In the Flesh (Harry, Stein)
2. Denis (Levenson)
3. Detroit 442 (Destri, Stein)
4. Picture This (Destri, Harry, Stein)
5. Hanging on the Telephone (Lee)
6. Heart of Glass (Harry, Stein)
7. Dreaming (Harry, Stein)
8. The Hardest Part (Harry, Stein)
9. Union City Blue (Harrison, Harry)
10. Atomic (Destri, Harry)
11. The Tide Is High (Barrett, Evans, Holt)
12. Rapture (Harry, Stein)
13. Island of Lost Souls (Harry, Stein)
14. Maria (Destri)
15. Good Boys (Griffin, Harry)
16. Rapture Riders (The Doors, Harry, Stein)